# XXVII secolo a.C.
Il XXVII secolo a.C. (ventisettesimo secolo avanti Cristo) è il secolo che inizia nell'anno 2700 a.C. e termina nell'anno 2601 a.C. incluso.

## Avvenimenti

### Mesopotamia e Persia
- c. 2700 a.C.
  - Dumuzi (?) Leggendario 4º Re sumero di Uruk (non è provata l'esistenza)
  - Enmebaragesi 22º Re sumero di Kish, il primo la cui esistenza storica è stata provata
- c. 2680 a.C.
  - Agga 23º Re sumero di Kish
  - Ghilgameš Mitico 5º Re sumero di Uruk, inizia l'egemonia di Uruk su Kish.
- c. 2650 a.C. - Ur-Nungal sale al trono di Uruk. Mitico 6º Re sumero.
- c. 2620 a.C. - Udul-Kalama sale al trono di Uruk. Mitico 7º Re sumero.
- c. 2605 a.C. - La-Ba'shum Mitico 8º Re sumero.

### Persia
- c. 2700 a.C. - Prime tracce del Regno di Elam in Iran sudoccidentale

### Antico Egitto
- c. 2700 a.C. - Inizia il periodo dell'Antico Regno che va dalla III alla VI dinastia (secondo la divisione del Canone Reale) e che, indicativamente è compreso tra il 2700 a.C. ed il 2192 a.C
- c. 2680 a.C. - Netjerykhet (Djoser o Gioser o Zoser) 17º faraone (secondo dati archeologici)- III Dinastia
- c. 2660 a.C. - Sekhemkhet (Gioser II) 18º faraone (c.a. 2660 a.C. -2654 a.C., secondo il Canone Reale)- III Dinastia
- c. 2654 a.C. - Khaba 19º faraone (c.a. 2654 a.C. -2648 a.C., secondo il Canone Reale)- III Dinastia
- c. 2648 a.C. - Nebkara 20º faraone (c.a. 2648 a.C. -2632 a.C., secondo la lista di Saqqara)- III Dinastia
- c. 2632 a.C. - Huni 21º faraone (c.a. 2632 a.C. - 2608 a.C., secondo il Canone Reale)- III Dinastia
- c. 2608 a.C. - Nebmaat (Snefru) 21º faraone (c.a. 2632 a.C. -2584 a.C., secondo il Canone Reale)-1° della IV Dinastia

### Grecia
- c. 2700 a.C. - Periodo (I) Protoelladico in Grecia e Protocicladico nell'Egeo. (fino al 1850 a.C.)

### Europa
- c. 2700 a.C. - Cultura del vaso campaniforme in Europa occidentale (Portogallo, Spagna, Francia (escluso il massiccio centrale), Gran Bretagna e Irlanda, Paesi Bassi, Germania tra l'Elba e il Reno, Austria e Ungheria), fino al 1900 a.C.

### Cina
- c. 2698 a.C. - Sale al trono in Cina il mitico Imperatore Giallo, il primo dei Cinque Imperatori.
- c. 2600 a.C. - secondo la tradizione, Huang Di e Yandi battono Chi You nella battaglia per il controllo della valle di Huang He.

## Personaggi
- Imhotep, Architetto Egizio
- Djoser, faraone
- Snefru, faraone, padre di Cheope
- Ghilgameš Mitico Eroe e Re sumero di Uruk
- Enmebaragesi, lugal di Kish.
- Agga 23º Re sumero di Kish
- Huang Di, Primo leggendario imperatore della Cina

## Innovazioni, scoperte, opere
- c. 2670 a.C. - Antico Egitto: Costruzione della piramide a gradoni di Saqqara per opera dell'architetto Imhotep
- c. 2637 a.C. - Cina: secondo la tradizione, l'imperatore cinese Huang Di introduce il primo ciclo del calendario cinese.
- c. 2634 a.C. - Cina: secondo una leggenda, Huang Di utilizzò un carro con una statua che puntava sempre nella stessa direzione nonostante le curve compiute dal veicolo.
- c. 2610 a.C. - Antico Egitto: Costruzione della piramide di Meidum (prima piramide a forma classica detta canonica)